# Rocade Ouest de Cordoue
A-3050
La A-3050 appelé aussi Ronda Poniente est une avenue qui entoure Cordoue du nord au sud par l'ouest en desservant les différents zones du centre urbain.
D'une longueur de 5,6 km environ, elle relie l'A-4 au sud de la ville à la banlieue nord de Cordoue.
Elle est composée plusieurs échangeurs qui desserve le centre ville sous forme de giratoires et croisement.

## Tracé
- Elle se déconnecte par un giratoire de la N-IV au sud tout près de l'échangeur de Cordoue Sud sur l'A-4.
- Elle contourne le centre urbain par l'ouest en desservant les zones industrielles de l'ouest de croiser l'A-431 à destination de Villasrubias pour enfin se finir sur un giratoire au nord de la ville.

## Sortie
| Numéro de la sortie | Nom de la sortie                                                                                   | Bifurcation |
| ------------------- | -------------------------------------------------------------------------------------------------- | ----------- |
|                     | Albacete - Linares A-32 Ciudad Real - Tolède - Madrid Séville Malaga - Antequera A-45 Grenade A-81 | A-4         |
|                     | Cordoue Sud - Cordoue-Avenida de Cadiz Zones Industrielles                                         |             |
|                     | Cordoue-Avenida de Menendez Pidal Université de Cordoue                                            |             |
|                     | Cordoue-Avenida del Aeropuerto - Cordoue Ouest Aéroport de Cordoue Séville - Malaga CO-32          |             |
| 04                  | Cordoue-Avenida de Manolete Industrie Sidérurgique                                                 |             |
| 05                  | Cordoue-Avenida de America - Cordoue Nord Villasrubias                                             | A-431       |
| 06                  | Urbanisation - Parque de Figueroa                                                                  |             |
|                     | Cordoue-Carreterra de Santa Maria de Trasseria                                                     |             |
|                     | Cordoue-Avenida de la Arruzafilla                                                                  |             |